# 말루쿠날여우박쥐
말루쿠날여우박쥐 또는 말루쿠과일박쥐, 암본날여우박쥐(Pteropus chrysoproctus)는 큰박쥐과에 속하는 박쥐의 일종이다. 인도네시아 스람섬 (마누셀라 국립공원 포함), 부루섬, 암본섬 그리고 말루쿠 제도 주변 지역의 저지대 숲(해발 250m 이하)에서 발견된다.